# Le Versoud
Le Versoud és un municipi francès situat al departament de la Isèra i a la regió d'Alvèrnia-Roine-Alps. L'any 2007 tenia 4.365 habitants.

## Demografia

### Població
El 2007 la població de fet de Le Versoud era de 4.365 persones. Hi havia 1.594 famílies de les quals 343 eren unipersonals (161 homes vivint sols i 182 dones vivint soles), 395 parelles sense fills, 722 parelles amb fills i 134 famílies monoparentals amb fills.
La població ha evolucionat segons el següent gràfic:
Habitants censats

### Habitatges
El 2007 hi havia 1.671 habitatges, 1.618 eren l'habitatge principal de la família, 3 eren segones residències i 50 estaven desocupats. 1.112 eren cases i 555 eren apartaments. Dels 1.618 habitatges principals, 1.201 estaven ocupats pels seus propietaris, 384 estaven llogats i ocupats pels llogaters i 32 estaven cedits a títol gratuït; 19 tenien una cambra, 94 en tenien dues, 265 en tenien tres, 534 en tenien quatre i 706 en tenien cinc o més. 1.346 habitatges disposaven pel capbaix d'una plaça de pàrquing. A 653 habitatges hi havia un automòbil i a 854 n'hi havia dos o més.

### Piràmide de població
La piràmide de població per edats i sexe el 2009 era:
| Homes | Edats   | Dones |
| ----- | ------- | ----- |
| 0     | 95 o +  | 0     |
| 1     | 90 a 94 | 7     |
| 11    | 85 a 89 | 17    |
| 12    | 80 a 84 | 21    |
| 59    | 75 a 79 | 35    |
| 63    | 70 a 74 | 64    |
| 62    | 65 a 69 | 73    |
| 56    | 60 a 64 | 72    |
| 62    | 55 a 59 | 68    |
| 131   | 50 a 54 | 149   |
| 112   | 45 a 49 | 115   |
| 183   | 40 a 44 | 176   |
| 212   | 35 a 39 | 202   |
| 151   | 30 a 34 | 167   |
| 133   | 25 a 29 | 156   |
| 102   | 20 a 24 | 50    |
| 167   | 15 a 19 | 103   |
| 172   | 10 a 14 | 109   |
| 136   | 5 a 9   | 170   |
| 148   | 0 a 4   | 87    |

## Economia
El 2007 la població en edat de treballar era de 2.856 persones, 2.226 eren actives i 630 eren inactives. De les 2.226 persones actives 2.099 estaven ocupades (1.092 homes i 1.007 dones) i 127 estaven aturades (53 homes i 74 dones). De les 630 persones inactives 153 estaven jubilades, 297 estaven estudiant i 180 estaven classificades com a «altres inactius».

### Ingressos
El 2009 a Le Versoud hi havia 1.644 unitats fiscals que integraven 4.392,5 persones, la mediana anual d'ingressos fiscals per persona era de 22.235 €.

### Activitats econòmiques
Dels 177 establiments que hi havia el 2007, 1 era d'una empresa extractiva, 2 d'empreses alimentàries, 6 d'empreses de fabricació de material elèctric, 16 d'empreses de fabricació d'altres productes industrials, 37 d'empreses de construcció, 33 d'empreses de comerç i reparació d'automòbils, 15 d'empreses de transport, 7 d'empreses d'hostatgeria i restauració, 5 d'empreses d'informació i comunicació, 2 d'empreses financeres, 8 d'empreses immobiliàries, 17 d'empreses de serveis, 15 d'entitats de l'administració pública i 13 d'empreses classificades com a «altres activitats de serveis».
Dels 50 establiments de servei als particulars que hi havia el 2009, 10 eren tallers de reparació d'automòbils i de material agrícola, 1 taller d'inspecció tècnica de vehicles, 2 autoescoles, 4 paletes, 2 guixaires pintors, 5 fusteries, 5 lampisteries, 8 electricistes, 3 perruqueries, 7 restaurants, 2 agències immobiliàries i 1 saló de bellesa.
Dels 7 establiments comercials que hi havia el 2009, 1 era un supermercat, 3 fleques, 1 una botiga d'electrodomèstics, 1 una botiga de material de revestiment de parets i terra i 1 un drogueria.
L'any 2000 a Le Versoud hi havia 12 explotacions agrícoles que ocupaven un total de 115 hectàrees.

## Equipaments sanitaris i escolars
L'únic equipament sanitari que hi havia el 2009 era una farmàcia.
El 2009 hi havia 2 escoles maternals i 2 escoles elementals.

## Poblacions més properes
El següent diagrama mostra les poblacions més properes.